# Pernille Dupont
Pernille Dupont Jensen (* 6. Oktober 1967 in Gentofte) ist eine ehemalige dänische Badmintonspielerin. 

## Karriere
Pernille Dupont war bereits zweimal bei den Internationalen Meisterschaften von Portugal erfolgreich, bevor sie 1989 erstmals dänische Meisterin wurde. 1990 gewann sie die Nordischen Meisterschaften und die German Open, ein Jahr später wurde sie Vizeweltmeisterin im Mixed. 1992 nahm sie, mit dem Europameister- und dem All-England-Titel im Mixed im Gepäck, an den Olympischen Spielen teil, schied dort jedoch schon in der ersten Runde im Doppel mit Grete Mogensen aus.

## Sportliche Erfolge
| Saison    | Veranstaltung                                         | Disziplin   | Platz | Name                                                        |
| --------- | ----------------------------------------------------- | ----------- | ----- | ----------------------------------------------------------- |
| 1987      | Portugal: Internationale Meisterschaften              | Damendoppel | 1     | Pernille Dupont / Lotte Olsen                               |
| 1987      | Portugal: Internationale Meisterschaften              | Dameneinzel | 1     | Pernille Dupont                                             |
| 1989      | Niederlande: Internationale Meisterschaften           | Damendoppel | 1     | Grete Mogensen / Pernille Dupont                            |
| 1989/1990 | Dänemark: Einzelmeisterschaften                       | Mixed       | 1     | Thomas Lund, Kastrup-Magleby / Pernille Dupont, Gentofte BK |
| 1990      | England: Internationale Meisterschaften - All England | Mixed       | 3     | Thomas Lund / Pernille Dupont                               |
| 1990      | Nordische Meisterschaften                             | Mixed       | 1     | Thomas Lund / Pernille Dupont                               |
| 1990      | Finnland: Internationale Meisterschaften              | Mixed       | 1     | Thomas Lund / Pernille Dupont                               |
| 1990/1991 | Deutschland: Internationale Meisterschaften           | Mixed       | 1     | Thomas Lund / Pernille Dupont                               |
| 1990/1991 | Dänemark: Internationale Meisterschaften              | Mixed       | 1     | Thomas Lund / Pernille Dupont                               |
| 1991      | Schweden: Internationale Meisterschaften              | Mixed       | 1     | Thomas Lund / Pernille Dupont                               |
| 1991      | Singapore Open                                        | Mixed       | 1     | Thomas Lund / Pernille Dupont                               |
| 1991      | Weltmeisterschaft                                     | Mixed       | 2     | Thomas Lund / Pernille Dupont                               |
| 1991/1992 | Dänemark: Einzelmeisterschaften                       | Damendoppel | 1     | Pernille Dupont, Gentofte BK / Grete Mogensen, Herning      |
| 1991/1992 | Dänemark: Einzelmeisterschaften                       | Mixed       | 1     | Thomas Lund, Kastrup-Magleby / Pernille Dupont, Gentofte BK |
| 1991/1992 | Deutschland: Internationale Meisterschaften           | Mixed       | 1     | Thomas Lund / Pernille Dupont                               |
| 1991/1992 | Dänemark: Internationale Meisterschaften              | Mixed       | 1     | Thomas Lund / Pernille Dupont                               |
| 1992      | Europameisterschaft                                   | Mixed       | 1     | Thomas Lund / Pernille Dupont                               |
| 1992      | Kanada: Internationale Meisterschaften                | Damendoppel | 1     | Pernille Dupont / Lotte Olsen                               |
| 1992      | England: Internationale Meisterschaften - All England | Mixed       | 1     | Thomas Lund / Pernille Dupont                               |
| 1992      | Kanada: Internationale Meisterschaften                | Mixed       | 1     | Thomas Lund / Pernille Dupont                               |
| 1992/1993 | Dänemark: Internationale Meisterschaften              | Mixed       | 1     | Thomas Lund / Pernille Dupont                               |
| 1993      | Kanada: Internationale Meisterschaften                | Damendoppel | 1     | Pernille Dupont / Lotte Olsen                               |
| 1993      | Kanada: Internationale Meisterschaften                | Mixed       | 1     | Thomas Lund / Pernille Dupont                               |